# Felipe Sanchón
Felipe Sanchón Huerta, es un futbolista español natural de San Baudilio de Llobregat (Provincia de Barcelona, Cataluña), nacido el 8 de abril de 1982. Es un jugador polivalente arriba aunque su posición natural es la de mediapunta. Actualmente juega en el Centre d'Esports L'Hospitalet, de la Tercera División de España.

## Trayectoria
Felipe Sanchón, como futbolísticamente se le conoce, ha pertenecido a las disciplinas del FC Barcelona B (03/04), UE Figueres (04/05), Girona FC (05/06) y Centre d'Esports L'Hospitalet (06/07), último equipo antes de recalar en el plantel heleno, con el que llegó a disputar compromisos europeos. 
En 2009 llegó al Granada CF procedente del Aris Salónica Fútbol Club, conjunto de la Primera División de Grecia donde disputó dos temporadas, aunque después fue cedido la segunda parte de la liga al Girona FC anotando 5 goles.
En 2010, tras volver de la cesión, no participó con regularidad en el Granada CF y a mitad de temporada fue cedido al Gimnàstic de Tarragona.
Al acabar la temporada rescindió su contrato con el Granada CF y fichó por el Hércules CF por dos temporadas.
En agosto de 2012, al ver que el Hércules CF no contaba con sus servicios para la siguiente temporada, le llegó una oferta por dos temporadas del Girona FC donde ya había jugado y firmó por el conjunto catalán.
En julio del 2017, tras el anuncio del Girona FC de no renovar su contrato, llega a un acuerdo con el Centre d'Esports Sabadell para incorporarse a la plantilla.